# Bonnie și Clyde (film)
Bonnie și Clyde (în engleză Bonnie and Clyde) este un film american din 1967, regizat de Arthur Penn. Warren Beatty și Faye Dunaway interpretează personajele titular Clyde Barrow și Bonnie Parker. În film mai joacă și Michael J. Pollard, Gene Hackman, Estelle Parsons, Denver Pyle, Dub Taylor, Gene Wilder, Evans Evans și Mabel Cavitt. Scenariul a fost scris de David Newman și Robert Benton. Robert Towne și Beatty au contribuit și ei în mod neoficial la scenariu; Beatty a fost și producătorul filmului. Muzica a fost compusă de Charles Strouse.
Bonnie și Clyde este considerat un film reper și este privit ca fiind unul dintre primele filme ale erei New Hollywood, deoarece a încălcat mai multe tabuuri cinematografice și a fost popular în rândul tinerei generații. Succesul său i-a motivat pe alți producători de film să fie mai deschiși cu privire la prezentarea scenelor de sex și violență în filmele lor. Finalul filmului, de asemenea, a devenit reprezentativ ca "una dintre cele mai sângeroase scene de moarte din istoria cinematografiei."
Filmul a obținut două premii Oscar: pentru cea mai bună actriță în rol secundar (Estelle Parsons) și pentru cea mai bună imagine (Burnett Guffey). El se află printre primele 100 de filme selectate pentru păstrare în National Film Registry al SUA.

## Rezumat
În timpul Marii Crize, Clyde Barrow (Warren Beatty) și Bonnie Parker (Faye Dunaway) se întâlnesc atunci când Clyde încearcă să fure mașina mamei lui Bonnie. Bonnie, care este plictisită de slujba ei de chelneriță, este fascinată de Clyde și decide să meargă cu el și să devină parteneră la jafurile lui. Ei comit mai multe jafuri armate, dar eforturile lor amatoristice, deși interesante, nu sunt foarte profitabile.
Activitatea criminală a duo-ului se extinde după ce cooptează în bandă un angajat la o stație de benzină, C.W. Moss (Michael J. Pollard), apoi pe fratele mai mare al lui Clyde, Buck (Gene Hackman), și soția sa, Blanche (Estelle Parsons), o fiică de pastor baptist. Femeile se detestă reciproc la prima vedere și cearta lor escaladează ulterior: Blanche nu are decât dispreț față de Bonnie, Clyde și C.W., în timp ce pistolara Bonnie vede prezența lui Blanche ca un pericol constant pentru activitatea bandei.
Bonnie și Clyde trec de la jafuri mici la jefuirea de bănci. Faptele lor devin, de asemenea, mai violente. Când C.W. încurcă un jaf bancar prin parcarea mașinii în altă parte decât era plănuit, Clyde îl împușcă în față pe directorul băncii după ce acesta sare pe bordul mașinii care mergea încet. Banda este urmărită de forțele legii, inclusiv șeriful texan Frank Hamer (Denver Pyle), care este capturat și umilit de răufăcători, iar apoi eliberat. Un raid îi prinde mai târziu cu garda jos, Buck fiind rănit mortal cu o împușcătură în cap, iar Blanche este rănită. Bonnie, Clyde și C.W. abia scapă cu viață. Blanche, care-și pierduse vederea, este arestată, iar Hamer o păcălește să-i dezvăluie numele lui C.W., care era până acum doar un "suspect neidentificat".
Hamer îi localizează Bonnie, Clyde și C.W., care se ascundeau în casa tatălui lui C.W., Ivan Moss (Dub Taylor), care crede că cuplul - și tatuajul de pe corp - l-au corupt pe fiul său. El încheie un târg cu Hamer: în schimbul clemenței pentru băiat, el îl va ajuta să organizeze o capcană pentru bandiți. Când Bonnie și Clyde opresc pe marginea drumului pentru a-l ajuta pe domnul Moss să repare o pană de cauciuc, polițiștii, aflați în tufișuri, deschid focul și îi împușcă mortal pe Bonnie și Clyde. Hamer și echipa sa ies apoi din ascunzătoare, uitându-se la cadavrele celor doi bandiți.

## Distribuție
- Warren Beatty - Clyde Barrow
- Faye Dunaway - Bonnie Parker
- Michael J. Pollard - C.W. Moss
- Gene Hackman - Buck Barrow
- Estelle Parsons - Blanche Barrow
- Denver Pyle - Frank Hamer
- Dub Taylor - Ivan Moss
- Gene Wilder - Eugene Grizzard
- Evans Evans - Velma Davis
- Mabel Cavitt - doamna Parker

### Observații
Actorul Gene Wilder și-a făcut debutul în film ca Eugene Grizzard, unul dintre ostaticii lui Bonnie și Clyde. Prietena lui Velma Davis a fost interpretată de Evans Evans, care era soția regizorului John Frankenheimer. Cu trei ani mai devreme, Frankenheimer l-a înlocuit pe Arthur Penn ca regizor la The Train, la insistențele starului de film Burt Lancaster.
Scena de familie a fost filmată la Red Oak, Texas. Mai mulți localnici rezidenți locali urmăreau filmarea scenelor, atunci când producătorii au observat-o pe Mabel Cavitt, o profesoară de la școala locală, printre oamenii prezenți, ea fiind aleasă ulterior să o interpreteze pe mama lui Bonnie Parker. 

## Producție și stil
Filmul a fost conceput ca o versiune romantică și comică a filmelor cu gangsteri violenți din anii 1930, actualizată cu tehnicile moderne. Arthur Penn a prezentat unele dintre scenele violente pe un ton comic, amintind uneori de filmele de prost-gust în stilul Keystone Kops, apoi a trecut la scene de violență oribilă. Filmul a fost puternic influențat de regizorii francezi ai mișcării New Wave, atât în schimburile sale rapide de ton, cât și în montajul agitat, care este deosebit de evident în secvența de final a filmului.
Filmul i-a fost oferit inițial lui François Truffaut, cel mai bun regizor cunoscut al mișcării New Wave, care a adus contribuții la scenariu. El a renunțat însă la proiect pentru a face Fahrenheit 451. Producătorii l-au abordat apoi pe Jean-Luc Godard. Unele surse susțin că Godard nu a avut încredere în Hollywood și a refuzat; alții pretind a plănuit să-i schimbe pe Bonnie și Clyde cu adolescenți și să mute povestea în Japonia, determinându-i pe investitori să-i ceară să plece. După participarea la o vizionare a filmului, Godard a fost întrebat ce credea despre film și a răspuns, "Mare! Acum hai să facem Bonnie și Clyde."
Când Warren Beatty era doar producător, sora lui, Shirley MacLaine, avea o mare ocazie să o interpreteze pe Bonnie. Dar când Beatty a decis să-l interpreteze pe Clyde, el a vrut o actriță diferită. Alte actrițe luate în calcul pentru rol au fost Jane Fonda, Tuesday Weld, Ann-Margret, Leslie Caron, Carol Lynley și Sue Lyon. Cher a susținut și ea o audiție, în timp ce Warren Beatty a implorat-o pe Natalie Wood să accepte rolul. Wood a refuzat rolul pentru a se concentra mai mult pe terapia ei din acel timp și a recunoscut că lucrul anterior cu Beatty a fost "greu".
Filmul este deschizător de drum în prezentarea sexualității. Când Clyde flutură arma pentru a-și arăta bărbăția, Bonnie lovește sugestiv simbolul falic. Ca și filmul Gun Crazy (1950), Bonnie și Clyde descrie crima ca ademenitoare și o împletesc cu sexul. Deoarece Clyde este impotent, încercările sale de a o atrage fizic pe Bonnie sunt frustrante și anti-culminant.
Bonnie și Clyde a fost unul dintre primele filme în care s-a utilizat intens explozibilii cu vopsea, de multe ori plasați în pungi, care sunt detonate în interiorul hainelor unui actor pentru a simula rănirea. Lansat într-o eră în care filmările au fost, în general, descrise ca fiind fără sânge și durere, scena morții lui Bonnie și Clyde a fost una dintre primele scene din cinematografia americană care a fost redată cu realism.
Beatty a vrut inițial ca filmul să fie realizat în alb-negru, dar Warner Bros a respins această idee.

## Recepție
Warner Bros.-Seven Arts a avut atât de puțină încredere în succesul filmului că, într-o acțiune fără precedent, i-a oferit producătorului Warren Beatty 40% din încasările brute în loc de o sumă minimă. Filmul a avut încasări de peste 70 milioane de dolari în întreaga lume în 1973. Acest lucru l-a făcut pe Beatty un om bogat și liber să aleagă în ce proiecte să se implice.
Filmul a fost controversat la lansarea sa inițială pentru presupusa glorificare a criminalilor și pentru nivelul de violență, care era fără precedent la acel timp. Bosley Crowther de la The New York Times a fost atât de îngrozit încât a început o campanie împotriva brutalității în creștere din filmele americane. Dave Kaufman de la Variety a criticat filmul pentru regia inegală și pentru portretizarea lui Bonnie și Clyde ca prostănaci. Joe Morgenstern de la Newsweek a criticat și el filmul pentru violență. După ce a văzut filmul pentru a doua oară și a observat publicul entuziast, el a scris un al doilea articol spunând că l-a judecat greșit și a lăudat filmul. Warner Brothers a profitat de acest lucru, afirmând că filmul a produs o mare schimbare a gândirii criticilor cu privire la virtuțile sale.
Roger Ebert a dat filmului Bonnie și Clyde o recenzie în mare parte pozitivă, oferindu-i patru stele din patru posibile. El a numit filmul "o piatră de hotar în istoria filmului american, o operă de adevăr și de strălucire." Peste 30 de ani, el a adăugat filmul în lista sa de "Mari filme". Criticii de film Dave Kehr și James Berardinelli au lăudat și ei filmul.
Dezbaterea aprigă cu privire la film este discutată pe larg în For the Love of Movies: The Story of American Film Criticism. Acest film documentar din 2009 precizează urmările filmului: The New York Times l-a concediat pe Bosley Crowther, deoarece recenzia sa negativă a părut să fie dată fără a avea contact cu publicul, iar Pauline Kael, care a scris un eseu independent în The New Yorker în care a lăudat filmul, a devenit noul critic de film al revistei.

## Premii și onoruri

### Premiile Oscar
Estelle Parsons a obținut Premiul Oscar pentru cea mai bună actriță în rol secundar pentru interpretarea lui Blanche Barrow și Burnett Guffey a câștigat Premiul Oscar pentru cea mai bună imagine. 
Filmul a fost nominalizat și alte premii: 
- cel mai bun film
- cel mai bun regizor - Arthur Penn
- cel mai bun scenariu original - David Newman și Robert Benton
- cel mai bun actor - Warren Beatty
- cea mai bună actriță - Faye Dunaway
- cel mai bun actor în rol secundar - Michael J. Pollard
- cel mai bun actor în rol secundar - Gene Hackman
- cele mai bune costume - Theadora Van Runkle

### Altele
- În 1992, Bonnie și Clyde a fost selectat pentru păstrarea în National Film Registry al SUA de către Library of Congress pe motivul că este "semnificativ din punct de vedere cultural, istoric sau estetic".
- 1998 - AFI's 100 Years... 100 Movies - #27
- 2001 - AFI's 100 Years... 100 Thrills - #13
- 2002 - AFI's 100 Years... 100 Passions - #65
- 2003 - AFI's 100 Years... 100 Heroes and Villains
  - Clyde Barrow & Bonnie Parker - #32 Villains
- 2005 - AFI's 100 Years... 100 Movie Quotes - #41
  - "We rob banks."- #41
- 2007 - AFI's 100 Years... 100 Movies (10th Anniversary Edition) - #42
- 2008 - AFI's 10 Top 10 - film cu gangsteri - #5[12]